# Андерссон, Уве
Уве Андерссон (швед. Ove Andersson; 3 января 1938, Уппсала, Швеция — 11 июня 2008, около г. Джордж, ЮАР) — шведский автогонщик и первый руководитель команды Формулы-1 Toyota. Команда Alpine-Renault, в составе которой выступал Андерссон, стала победителем Международного чемпионата FIA для  ралли-производителей 1971 года.

## Карьера

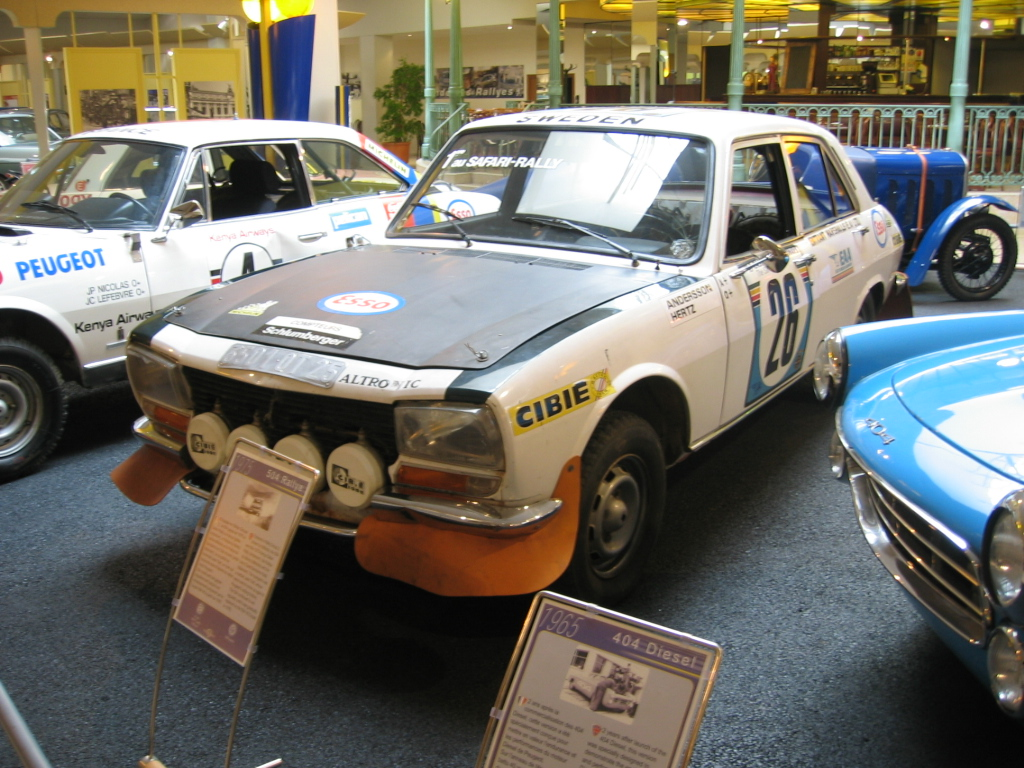
Peugeot 504 на котором Уве Андерссон выиграл Ралли Сафари-1975

### Ранние годы
Андерсон родился и вырос на удаленной от больших городов ферме. Его отец купил мотоцикл, в этот момент молодой Андерссон влюбился в скорость и технику. Он начал изучение техники в городе Упсале. Позже он начал работать учеником кузнеца в городе, после чего работал в автомастерской.
В 1958 году Андерсон пришёл из армии. После возвращения домой, друг предложил Ове присоединиться к нему на гонке, которую они впоследствии закончили на 6-е месте. Местные гонщики увидели, что у Андерсона есть потенциал, но, так как у Уве было мало денег, он не мог себе позволить участие в гонке. Его друг Бенгт Зедерстром начал работу водителем на заводе Saab и Андерссон был в состоянии заимствовать запчасти, чтобы сделать свою машину более конкурентоспособной.

### Ралли

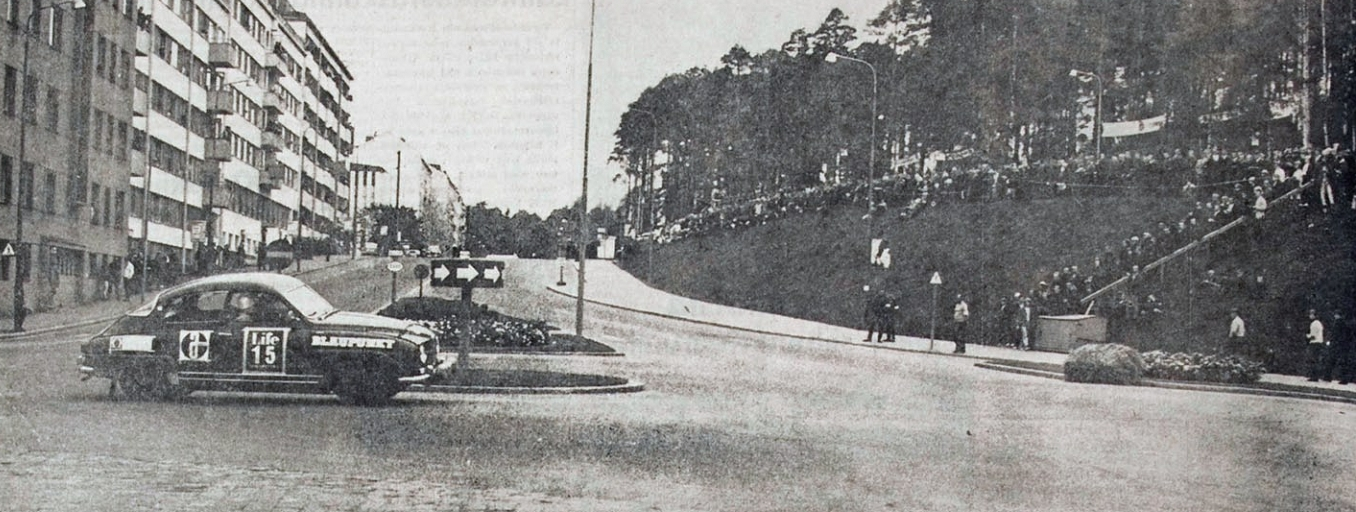
Уве Андерссон на «Ралли „Тысяча Озер“ 1965»

В 1963 году Андерссон впервые выступил в качестве пилота ралли на Mini Cooper. Он произвел впечатление на босса команды, Стюарта Тэйлора, который предоставил Ове Mini Cooper S для Ралли Великобритании. Дальнейшая его карьера была в команде Saab в 1964 и 1965 годах, но он был в тени первого пилота Эрика Карлссона. В 1965 он переходит в Lancia, и получает три бронзы в трех гонках. Кроме того, он выступает в шведском чемпионате по ралли, и выигрывает Ралли Швеции за рулем Lotus Cortina. С 1966 по 1968 гг. Уве три раза подряд занимает третье место на Ралли Сан-Ремо. В 1967 году он выиграл Ралли Монте-Карло с Lancia. Несмотря на то, что он подписал контракт с Ford на 1968 г. Андерссон соревновались в «24 часа Дайтоны» на Lancia, а также на Ралли Монте-Карло. В конце 1970 сезона, он перешёл в Alpine-Renault. Андерссон выиграл Ралли Монте-Карло , Ралли Сан-Ремо , Ралли Австрии и Ралли Акрополис на Alpine A110. В 1972 году он занял второе место на Ралли Монте-Карло со штурманом Жаном Тодтом. После торжественного открытия Чемпионата мира по ралли в 1973 году, Андерссон выступал за разные команды, достигнув семи подиумов в его 28 этапах проведенных в чемпионатах разных лет и выиграл в 1975 году Ралли Сафари на Peugeot 504 (штурман Арне Герц).

### Toyota

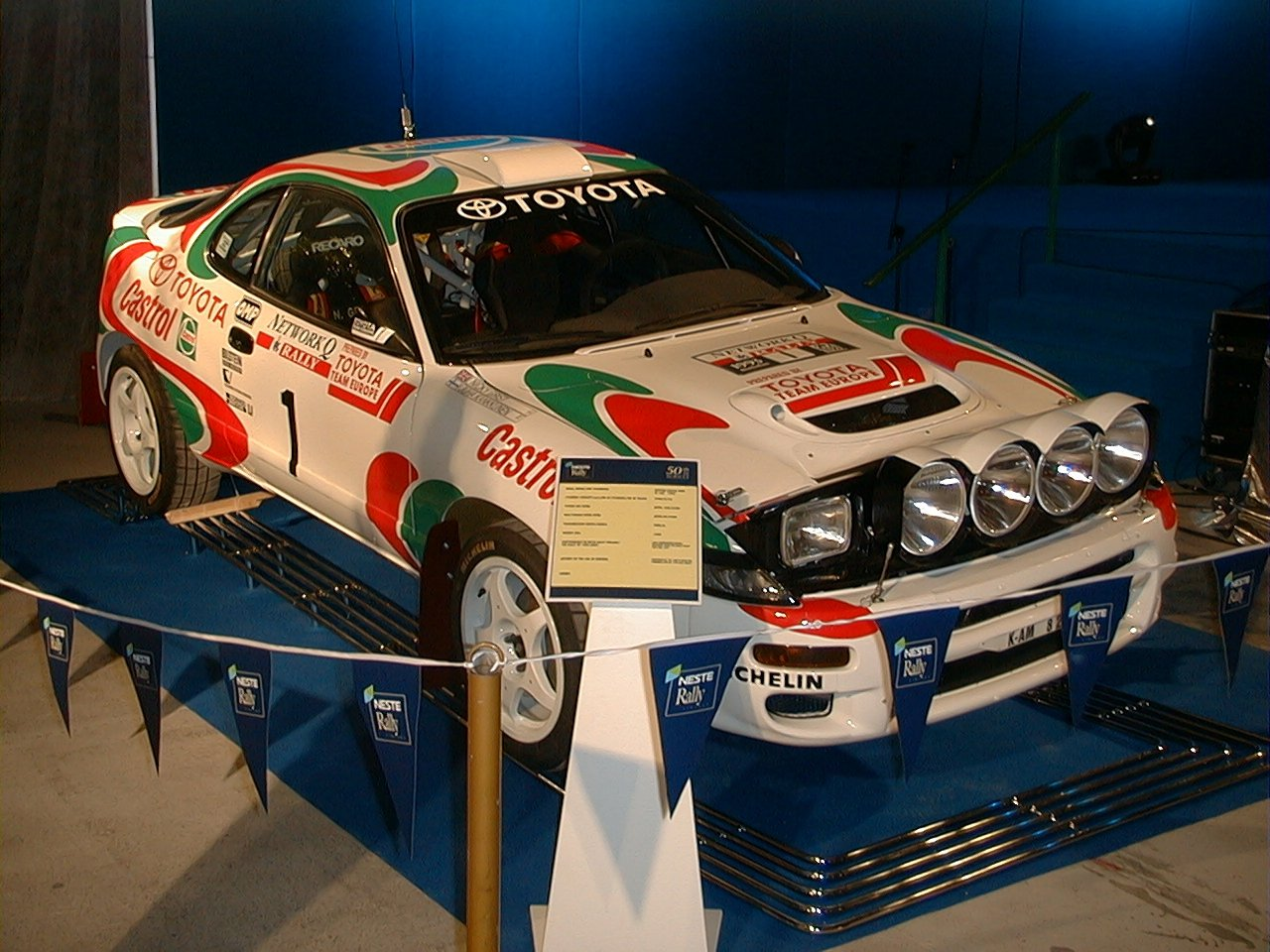
Раллийный автомобиль Toyota 1993 год

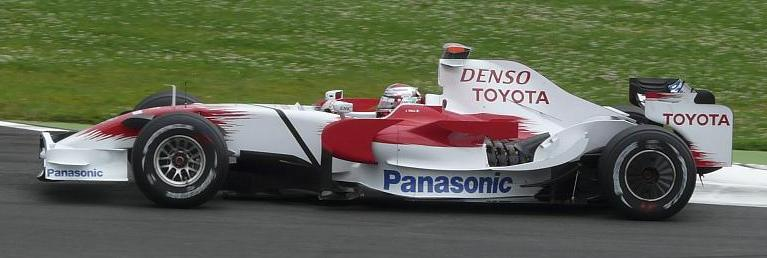
Ярно Трулли на «Траурном» болиде (ГП Франции 2008)

В начале 1970-х Андерссон также являлся владельцем собственной раллийной команды «Andersson Motorsport», которая позже стала Toyota Team Europe (ТТЕ). В 1979 году он перевез команду из Упсалы в Кёльн (Германия). Победы в ралли пришли в 80-х с Юхой Каннуненом и Бьерном Вальдегордом. В 1990-х годах победы в WRC для TTE добывали: Карлос Сайнс, Юха Канккунен и Дидье Ориоль. В 1993 году Toyota Team Europe была приобретена Toyota Motor Company и переименовано Toyota Motorsport. В дополнение к WRC Toyota Motorsport пыталась выиграть гонку «24 Часа Ле-Мана». После этого завод в Кёльне был направлен для проекта болида Формулы-1. Андерссон был назначен руководителем новой команды Формулы-1, которая выпустила свой первый автомобиль в 2001 году. Toyota TF101 был только тестовым прототипом автомобиля, который будет использован в чемпионате мира. Пилотами команды стали Мика Сало и Алан Макниш. Андерсон вышел в отставку в 2003 году и был назначен консультантом Toyota Motorsport GmbH.

### Смерть
Андерсон погиб в аварии на ралли старинных автомобилей 11 июня 2008 года возле города Джордж в ЮАР.
В 2008 году на Гран-при Франции, на болидах Тойота были черные полосы. Ярно Трулли финишировал на подиуме на этом Гран-при и посвятил его Андерссону.

## Победы

### Международный чемпионат FIA для ралли-производителей
| № | Этап              | Сезон | Штурман     | Автомобиль  |
| - | ----------------- | ----- | ----------- | ----------- |
| 1 | Ралли Монте-Карло | 1971  | Дэвид Стоун | Alpine A110 |
| 2 | Ралли Сан-Ремо    | 1971  | Тони Нэш    | Alpine A110 |
| 3 | Ралли Австрии     | 1971  | Арне Герц   | Alpine A110 |
| 4 | Ралли Акрополис   | 1971  | Арне Герц   | Alpine A110 |

### Чемпионат Европы по ралли
Всего 9 подиумов
| № | Этап           | Сезон | Штурман        | Автомобиль                  |
| - | -------------- | ----- | -------------- | --------------------------- |
| 1 | Ралли Испании  | 1967  | Джон Дэвенпорт | Lancia Fulvia Rallye 1.3 HF |
| 2 | Ралли Нордланд | 1975  | Арне Герц      | Toyota Corolla Levin TE 27  |

### Чемпионат мира по ралли
| № | Этап         | Сезон | Штурман   | Автомобиль  |
| - | ------------ | ----- | --------- | ----------- |
| 1 | Ралли Сафари | 1975  | Арне Герц | Peugeot 504 |

## Результаты

### Международный чемпионат FIA для ралли-производителей (IMC)
| Год  | Команда             | Автомобиль               | 1      | 2        | 3        | 4        | 5        | 6     | 7        | 8        | 9     |
| ---- | ------------------- | ------------------------ | ------ | -------- | -------- | -------- | -------- | ----- | -------- | -------- | ----- |
| 1970 | Ford Motor Co. Ltd. | Ford Escort Twin Cam     |        | ШВЕ Сход | ИТА Сход |          | АВС Сход | ГРЕ 3 | ВЕЛ Сход |          |       |
| 1971 | Alpine Renault      | Alpine-Renault A110 1600 | МОН 1  | ШВЕ Сход | ИТА 1    |          |          | АВС 1 | ГРЕ 1    | ВЕЛ Сход |       |
| 1972 | Разные              | Разные                   | МОН 28 | ШВЕ 15   | КЕН 12   | МАР Сход |          |       | ИТА Сход |          | ВЕЛ 9 |

### Чемпионат мира по ралли
| Год  | Автомобиль    | 1     | 2        | 3        | 4        | 5        | 6        | 7        | 8   | 9     | 10       | 11  | 12       |
| ---- | ------------- | ----- | -------- | -------- | -------- | -------- | -------- | -------- | --- | ----- | -------- | --- | -------- |
| 1973 | Разные        | МОН 2 | ШВЕ Сход | ПОР Сход | КЕН 3    |          | ГРЕ Сход |          |     | АВС 8 |          |     | ВЕЛ 12   |
| 1974 | Разные        | ПОР 4 | КЕН Сход |          |          |          |          | ВЕЛ Сход |     |       |          |     |          |
| 1975 | Разные        |       |          | КЕН 1    | ГРЕ Сход |          | ПОР 3    |          |     |       | ВЕЛ Сход |     |          |
| 1976 | Разные        |       |          | ПОР 2    |          | ГРЕ Сход |          |          |     |       | ВЕЛ 5    |     |          |
| 1977 | Toyota Celica |       |          | ПОР 3    |          |          | ГРЕ Сход |          |     |       |          |     |          |
| 1978 | Toyota Celica |       |          |          | ПОР 4    | ГРЕ Сход |          |          |     |       |          |     |          |
| 1979 | Toyota Celica |       |          | ПОР 3    |          | ГРЕ Сход |          |          |     |       |          |     | КОТ 5    |
| 1980 | Toyota Celica |       |          | ПОР 6    |          | ГРЕ 6    |          |          | НЗЛ |       |          | ВЕЛ | КОТ Сход |